# Maties Corví
Maties Corví I dit el Just (en hongarès: Hunyadi Mátyás, romanès: Matei Corvin, llatí: Matthias Corvinus, alemany: Matthias Corvinus) (23 de febrer de 1443 - 6 d'abril de 1490) fou un dels reis més importants d'Hongria, regnant des del 23 de novembre de 1458 fins a la seva mort.
El seu regnat és considerat com un dels capítols més gloriosos de la història hongaresa, sobretot per les campanyes militars que dugueren Hongria a la seva màxima extensió (des del sud-est d'Alemanya fins a la Dalmàcia per l'oest; de Polònia fins a Bulgària per l'est). Maties annexà a Hongria Moràvia, Silèsia, Lusàcia (aquestes entre 1468 i 1490) i la Baixa Àustria (entre 1477 i 1491).
En l'actualitat encara és recordat com un guardià de la justícia i persona de gran intel·ligència apareixent en nombroses cançons i històries del folklore romanès i hongarès.

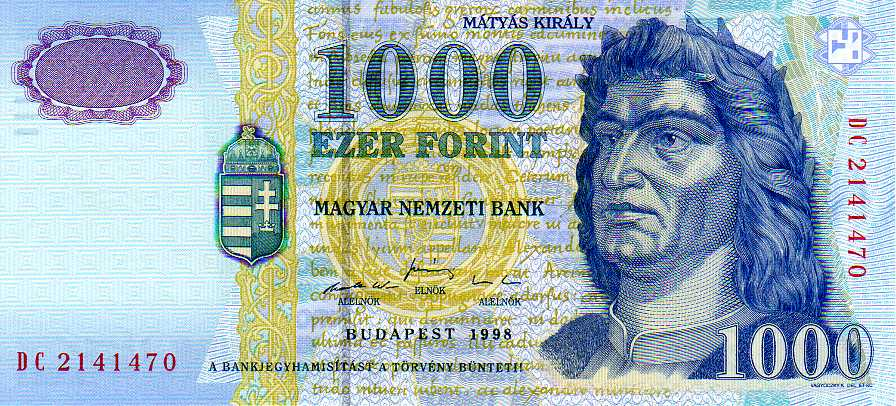
Maties Corví.
Bitllet de 1000 fòrints.

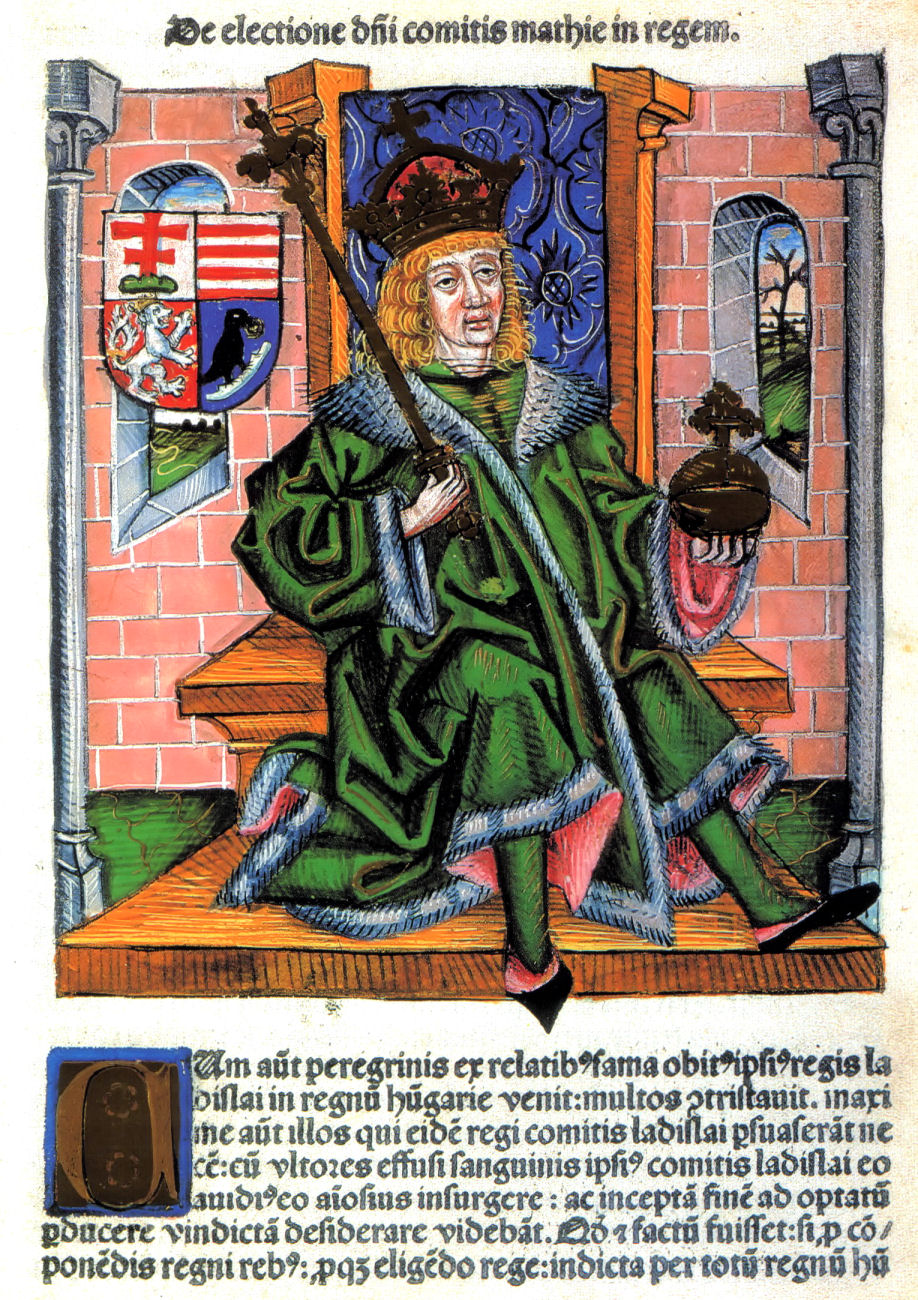
Maties Corví. Estampa sobre fusta de 1488

## Joventut
Nat a Klausenburg (en hongarès Koloszvár), Transsilvània (actual Cluj-Napoca, Romania), segon fill de Joan Corví (romanès: Ioan Corvin dit Ioan de Hunedoara, hongarès: János Hunyadi), voivode i governador d'Hongria entre 1446 i 1452 i posseïdor d'alguns territoris romanesos de Transsilvània des de 1438, el qual dirigí diverses campanyes militars amb cert èxit contra l'Imperi Otomà a Hongria; i d'Erzébet Szilágyi, una aristòcrata hongaresa d'origen romanès (Elisabeta Sălăgean). L'epítet Corví (en llatí: Corvinus), adoptat per Maties, troba el seu origen a l'escut de la família, on hi apareix un corb (corvus en llatí). Hi ha diverses llegendes sobre aquest fet: segons els annals de Silèsia, un dia un corb robà l'anell que el rei Maties s'havia tret. Maties però, l'atrapà al vol, el matà i recuperà l'anell. Llavors hauria pres el corb com el símbol del seu escut en memòria d'aquest esdeveniment. Altres llegendes diuen que l'escut deriva d'una propietat de la família, el "roquissar del corb". Una altra llegenda diu que quan Maties era a la presó a Praga sa mare li hauria enviat un missatge per un corb. A més, així podia relacionar-se amb l'estirp romana dels Corvinus, com el cònsol Marcus Valerius Messalla Corvinus.
Els seus tutors van ser els savis Vitez János, bisbe de Nagyvárad (ara: Oradea), posteriorment elevat a la primacia, i el polonès humanista Gregori de Sanok. A més de les llengües apreses, estava familiaritzat amb la majoria de les llengües vives d'Europa de l'època. La seva formació militar va continuar sota la mirada del seu pare, a qui va començar a seguir en les seves campanyes quan només tenia dotze anys. En 1453 va ser creat comte de Beszterce, i va ser nomenat cavaller en el setge de Belgrad el 1456.
La mateixa cura pel seu benestar va portar al seu pare a triar-li una núvia de la poderosa família dels comtes de Cilli (Celje). Maties es va casar amb Isabel de Celje. Ella era l'única filla coneguda d'Ulric II de Celje i de Caterina Cantacuzena. Els seus avis materns eren Đurađ Branković i Kantakouzene Eirene. Però Elizabet va morir a l'edat de quinze anys el 6 de novembre de 1455, abans que el matrimoni fos consumat, deixant Maties vidu a l'edat de dotze anys.
Després de la mort del pare de Maties, hi va haver una lluita de dos anys entre els barons d'Hongria i el seu rei Habsburg, Ladislau el Pòstum (també rei de Bohèmia), amb la traïció aflorant per tot arreu. El germà gran de Maties, Ladislau Hunyadi, era una de les parts que tractaven de prendre el control. Matíes va ser portat a Buda pels enemics de casa, i, amb el pretext que es tractava d'una conspiració purament imaginaria contra Ladislau, va ser condemnat a la decapitació, però es va salvar a causa de la seva joventut. El 1457, Ladislau Hunyadi va ser capturat amb un estratagema i decapitat, mentre que el rei va morir aviat, el novembre d'aquell mateix any, i els rumors d'enverinament van circular (es van dissipar per la investigació que el 1985 va donar leucèmia aguda com la causa de la mort). Maties va ser pres com a ostatge per Jordi de Poděbrady, governador-regent de Bohèmia, un amic dels Hunyadi que pretenien aixecar un rei nacional al tron d'Hongria. Poděbrady va tractar hospitalàriament a Maties i el va prometre amb la seva filla Caterina o Catalina, però tot i així el van detenir, per raons de seguretat, a Praga, fins i tot després que una delegació hongaresa s'havia apressat allà per oferir als dos joves la corona. Maties es va aprofitar del record deixat pel seu pare, i per l'aversió de la població en general als candidats estrangers; la majoria dels barons, d'altra banda, havia considerat que el jove estudiant seria un monarca feble a les seves mans. La dieta es va reunir a Buda per elegir un nou rei. La gent de Buda i Pest també va arribar als carrers de Buda per donar suport a l'elecció del jove Maties Hunyadi/Corvi com a rei d'Hongria. La gent del poble afavoria al fill d'Hunyadi, però la majoria dels nobles s'hi van oposar fortament. Un sector influent dels magnats, encapçalats pel palatí Ladislau Garai i per Nicolau d'Ilok, voivoda de Transsilvània, que havia estat implicats en l'assassinat de Ladislau Hunyadi, germà de Maties, i odiaven als Hunyadis com semi-estrangers nouvinguts, es van oposar ferotgement a l'elecció, però, no eren prou forts com per resistir contra l'oncle de Maties, Miquel Szilágyi i els seus 15.000 veterans 15.000. En aquest moment, el jove Matías seguia sent un ostatge de Jordi de Poděbrady, qui el va deixar en llibertat amb la condició de casar-se amb la seva filla Kunhuta (més tard coneguda com a Catalina). El 24 de gener de 1458, 40.000 nobles hongaresos, reunits en el gel del Danubi glaçat, van triar per unanimitat a Maties Hunyadi/Corví com a rei d'Hongria, i el 14 de febrer, el nou rei va fer la seva entrada a Buda. Aquesta va ser la primera vegada en la regne hongarès medieval que un membre de la noblesa, sense llinatge dinàstic i la relació, va pujar al tron real. Tal elecció alterar el curs normal de la successió dinàstica en l'època. En els Estats de Bohèmia i d'Hongria s'anunciava una època nova era a Europa, caracteritzat per la supremacia absoluta del Parlament, (sistema dietal) i una tendència a la centralització.

## Inicis del regnat
Maties tenia quinze anys quan fou coronat rei d'Hongria. Ràpidament es feu envoltar de la cultura renaixentista gràcies a l'italià Bonfini, regent d'Hongria fins a la seva majoria d'edat. Maties va ser educat en italià i la seva fascinació per la cultura portà una expansió cultural a Hongria. Buda, Esztergom, Székesfehérvár i Visegrád són algunes de les ciutats que es beneficien de la transició de l'edat mitjana al Renaixement promoguda per Maties. Durant el seu regnat, Maties va reduir el poder dels senyors feudals, i va governar en el seu lloc amb un grup de persones amb talent i altament educada, escollits per les seves habilitats en lloc de pel seu estatus social.
En aquest moment el regne feia front a perills: els otomans i venecians que amenaçava des del sud, l'emperador Frederic III des de l'oest, i Casimir IV de Polònia des del nord; Frederic i Casimir reclamaven el tron. Els mercenaris txecs sota Giszkra va ocupar els comtats del nord i d'allí van saquejar els del centre. Mentrestant, els amics de Maties només havien pacificat als dignataris hostils mitjançant la promesa de casar-se amb la filla del palatí Garai, el seu candidat, si bé Maties es va negar a casar-se amb un membre de la família d'un dels assassins del seu germà, i el 9 de febrer va confirmar el seu anterior contracte nupcial amb la filla de Poděbrady, el qual poc després va ser elegit rei de Bohèmia (2 de març de 1458). Al llarg de 1458 la lluita entre el jove rei i els magnats, reforçada pel mateix oncle i tutor de Maties, Szilágyi, fou aguda. Però Maties, qui va començar deposant a Garai i acomiadant a Szilágyi, després va procedir a aplicar un impost, sense el consentiment de la Dieta, per tal de contractar mercenaris, i es va imposar fàcilment. Es va recuperar la fortalesa de Golubac dels otomans, i es va envair Sèrbia amb èxit, reafirmant la sobirania de la corona hongaresa a Bòsnia. A l'any següent es va produir una nova rebel·lió, quan l'emperador Frederic va ser coronat rei pels descontents a Viena-Neustadt (4 de març de 1459), Maties però el va expulsar, i el papa Pius II va intervenir per deixar Maties lliure per realitzar una projectada croada contra els otomans, que posteriors complicacions polítiques, però, van fer impossible. L'1 de maig de 1461, el matrimoni entre Maties i la filla de Poděbrady es va dur a terme.
De 1461-1465 la carrera de Maties va ser una lluita perpètua marcada per treves. Havent arribat a una entesa amb el seu sogre Poděbrady, va ser capaç de tornar les seves armes contra l'emperador Frederic. A l'abril 1462 aquest darrer va restaurar la Santa Corona a canvi de 60.000 ducats i se li va permetre conservar certs comtats hongaresos amb el títol de rei, a canvi de concessions que foren arrencades de Maties per la necessitat de fer front a una rebel·lió simultània de nobles hongaresos dirigits per Victorí Poděbrady, el fill del rei de Bohèmia; l'emperador va reconèixer a Maties com sobirà d'Hongria.
Ara Maties es podia girar contra els otomans, que tornaven a amenaçar les províncies del sud. Va començar derrotant els otomans del general Ali Pasha, i després va penetrar a Bòsnia, on es va produir la captura de la fortalesa de nova construcció de Jajce després d'una llarga i obstinada defensa (desembre de 1463). En tornar a casa, va ser coronat amb la Corona Santa el 29 de març de 1464. Vint dies abans, el 8 de març, als 15 anys, la reina Catalina va morir en el part. El nen, un fill va néixer mort.
Després de retirar als txecs dels seus comtats del nord, es va dirigir cap al sud, aquesta vegada la recuperació de totes les parts de Bòsnia que encara quedaven en mans otomanes.

## Guerres a Europa central
Maties va guanyar independència i poder sobre els barons, dividint, i aixecant un gran exèrcit reial, Fekete sereg (Exèrcit Negre del Rei, format per mercenaris), que com a principal força incloïa les restes dels hussites de Bohèmia. En aquest moment Hongria va aconseguir la seva major extensió territorial de l'època (actual sud-est d'Alemanya a l'oest, Dalmàcia al sud, Carpats a l'est cap a l'est i el sud-oest de Polònia al nord).
Poc després de la seva coronació, Maties va tornar la seva atenció a Bohèmia, on el líder hussita Jordi de Poděbrady havia guanyat el tron. L'elecció va tenir lloc en un camp, amb la presència de prop de 10.000 electors. Per tal d'obtenir tants vots com fos necessari va fer diversos acords amb les persones clau, però no esperava que tants electors, de manera que necessitava més diners. Dues de les persones més significatives van ser Gaspar Ernušt Hampo de Csaktornya, que era un comerciant ric de coure i que va manllevar diners perquè Jordi pogués fer els arranjament per l'elecció abans de la coronació, i Keglević Simon, que va esdevenir el comandant de Maties Corví. El 1465 el papa Pau II va excomunicar al rei hussita i va ordenar a tots els prínceps veïns de deposar-lo. El 31 de maig de 1468, Maties va envair Bohèmia, però, ja el 27 de febrer 1469, va saber d'una aliança entre Jordi i Frederic III i per si mateix va concloure un armistici amb aquestos. El 3 de maig els catòlics bohemis van elegir a Maties com a rei de Bohèmia, però això era contrari als desitjos del Papa i l'emperador, que preferien la partició de Bohèmia. Jordi però es va anticipar a tots els seus enemics d'antuvi excloent al seu propi fill del tron a favor de Ladislau, el fill gran de Casimir IV de Polònia, i així hàbilment va allistar Polònia al seu costat. La sobtada mort de Poděbrady el març de 1471 va conduir a noves complicacions. En el moment mateix en què Maties estava a punt de guanyar per la desaparició del seu rival més capaç, una altra rebel·lió perillosa, encapçalada pel primat i els principals dignataris de l'Estat, per tal de col·locar a Casimir, fill de Casimir IV, al tron, va paralitzar la política exterior de Maties durant els anys crítics de 1470-1471. Es va suprimir la rebel·lió interna però, mentrestant, els polonesos havien envaït el territori de Bohèmia amb 60.000 homes, i quan el 1474 Matiess va poder per fi sortir en campanya contra ells per tal d'aixecar el setge de Breslau, es va veure obligat a fortificar-se a si mateix en un camp atrinxerat on fou assetjat, però va maniobrar hàbilment de manera que els polonesos, impacients per tornar al seu país, van fer la pau a Breslau (febrer de 1475) sobre una base uti possidetis, una pau confirmada posteriorment pel congrés d'Olomouc/Olmutz (juliol de 1479).
Durant l'interval entre aquestes paus, Maties, en legítima defensa, va tornar a fer la guerra a l'emperador, quedant reduït Frederic a uns extrems que finalment va estar content d'acceptar la pau sota qualsevol condició. Mitjançant l'arranjament final realitzat entre els dos prínceps rivals, Maties va reconèixer a Ladislau com a rei de Bohèmia a canvi del lliurament de Moràvia, Silèsia i Lusàcia Superior i Inferior, les peces que fins avui dia componen l'estat bohemi, territoris que Bohèmia podria redimir per 400.000 florins. L'emperador es va comprometre a pagar una enorme indemnització de guerra a Maties, i el va reconèixer com el legítim rei d'Hongria, amb el benentès que l'havia de succeir si moria sense descendència masculina, una contingència en aquest moment una mica improbable, ja que Maties, només tres anys abans (15 de desembre de 1476), s'havia casat amb la seva tercera dona, Beatriu, filla de Ferran I de Nàpols.
L'emperador no va mantenir les seves promeses econòmiques el que va induir a Maties a fer la guerra en contra d'ell per tercera vegada el 1481. El rei hongarès va conquerir totes les fortaleses en els dominis hereditaris de Frederic. Finalment, l'1 de juny de 1485, al capdavant de 8.000 veterans, va fer la seva entrada triomfal a Viena, la qual va fer la seva capital, romanent en mans hongareses fins a la seva mort. Estíria, Caríntia i Carniola van ser els següents dominis conquerits; Trieste només es va salvar per la intervenció dels venecians. Maties va consolidar la seva posició mitjançant aliances amb els ducs de Saxònia i Baviera, amb la Confederació Suïssa i l'arquebisbe de Salzburg, i es va establir a partir de llavors com el major potentat al centre d'Europa.

## Guerres contra els otomans
El 1471 Maties va renovar el despotat serbi al sud d'Hongria, sota Vuk Grgurevic per a la protecció de les fronteres contra els otomans. El 1479 un gran exèrcit otomà, en el seu retorn a casa d'una ràtzia a Transsilvània, va ser aniquilat a Szászváros (moderna Orăştie, 13 d'octubre de 1479) en l'anomenada batalla de Kenyérmezei csata (Camp de pa). A l'any següent Maties va reconquerir Jajce, va expulsar els otomans del nord de Sèrbia i va establir dos nous banats militars, Jajce i Srebernik, fora del territori reconquerit de Bòsnia.
El 1480, quan la flota otomana es va apoderar d'Òtranto al Regne de Nàpols, a petició del papa, Maties va enviar al general, Balázs Magyar, per recuperar la fortalesa, que li va retre el 10 de maig de 1481. De nou el 1488, Maties va prendre sota la seva protecció Ancona per un temps, ocupant-amb una guarnició hongaresa.
A la mort del sultà Mehmet II en 1481, es va presentar una oportunitat única perquè la intervenció d'Europa en els assumptes otomans. Una guerra civil es va produir a l'Imperi Otomà entre els seus fills Baiazet i Gem, i aquest últim, en ser derrotat, va fugir amb els cavallers de Rodes, pels quals se'l va enviar i mantenir a la presó a França. Maties, com a veí dels otomans, va reclamar la custòdia de tan valuós ostatge, que volia utilitzat com un mitjà per obtenir concessions de Baiazet. Però ni el Papa ni els venecians van acceptar aquesta transferència, i les negociacions sobre aquest tema van deixar molt descontent a Maties contra la cort papal.
Els últims dies de Maties foren ocupats en l'intent d'assegurar la successió al tron pel seu fill il·legítim Joan; la reina Beatriu, encara que sense fills, amb feresa i obertament es van oposar a la idea i l'assumpte estava pendent quan Maties, que havia estat durant molt de temps paralitzat per la gota, va expirar sobtadament el 6 d'abril de 1490, just abans de Pasqua de Resurrecció.

## Política a Valàquia i Moldàvia
De vegades Maties va tenir a Vlad III l'Empalador (el seu cosí en segon grau, conegut pels romanesos com Vlad Tepes), príncep de Valàquia, com el seu aliat. Encara que Vlad va tenir molt d'èxit contra els exèrcits otomans, els dos governants cristians no van estar d'acord el 1462, i això va comportar que Maties empresonés Vlad a Buda. No obstant això, l'ampli suport de molts líders occidentals en favor de Vlad III, van portar a Maties a atorgar gradualment estatus privilegiat al seu controvertit presoner. Vlad va ser alliberat finalment i es va casar amb la cosina de Maties, Ilona Szilagyi. A mesura que l'Imperi Otomà semblava cada vegada més amenaçador, com Vlad Tepes havia advertit, va ser enviat a reconquerir Valàquia amb el suport d'Hongria el 1476. Malgrat els desacords anteriors entre els dos líders, fou un dur cop per a l'estat d'Hongria a Valaquia quan Vlad va ser assassinat aquest mateix any.
En 1467, va esclatar un conflicte entre Maties i el príncep moldau Esteve III (en romanès: Stefan cel Mare), després que aquest es va cansar de les polítiques hongareses a Valàquia i la seva presència a Kilia, afegint-se a això que Maties havia pres partit en els conflictes previs al govern d'Esteve sobre Moldàvia, donant suport a Alexandre (i, possiblement al governant esmentat com Ciubăr Voda), i deposant Petru Aron. Esteve va ocupar Kilia, el que va desencadenar represàlies hongareses, que va acabar amb la derrota de Maties a la batalla de Badia el desembre (el mateix rei es diu que fou ferit tres vegades).

## Matrimonis i fills
El 1455 fou casat amb Isabel de Celje filla d'Ulric II de Celje i de Caterina Cantacuzena, que va morir a l'edat de quinze anys el 6 de novembre 1455, abans que el matrimoni fos consumat, deixant Maties vidu a l'edat de dotze anys.
L'1 de maig de 1461 es va casar amb la filla de Jordi de Poděbrady, Kunhuta (coneguda com a Catalina). El 8 de març, als 15 anys, la reina Catalina va morir en el part. El nen, un fill va néixer mort.
Es va casar el 22 de desembre de 1476 amb Beatriu d'Aragó, filla de Ferran I de Nàpols i d'Isabel de Chiaramonte, amb qui no va tenir descendència. Rei molt culte (parlava romanès, hongarès, llatí, croata i més tard l'alemany, l'italià, el txec, l'eslovac i altres llengües eslaves); amb l'impuls de la seva dona que havia viscut els primers anys del renaixement italià, va ser un gran mecenes de les arts, invitant a artistes italians i d'altres indrets d'Europa a treballar a Hongria que va servir de pont perquè el renaixement arribés als altres països europeus com el Sacre Imperi Romanogermànic, França, entre d'altres. La biblioteca Corviniana va ser la col·lecció més gran de cròniques i de treballs filosòfics del segle xv.
Va tenir un fill bastard anomenat Joan Cirvi/Hunyadi